# گربه بیمار (فیلم)
گربه بیمار (به انگلیسی: The Sick Kitten) یک فیلم صامت کمدی محصول سال ۱۹۰۳ است که توسط جرج آلبرت اسمیت، کارگردان بریتانیایی ساخته شد. این فیلم کوتاه داستان دو کودک خردسال را روایت می کند که می خواهند به یک بچه گربه بیمار کمک کنند.

## اهمیت
گربه بیمار اولین فیلمی است که کارگردان نماهای بسته (چهره گربه) و نماهای باز را ادغام کرد و تحولی جدید در شیوه فیلمسازی به وجود آمد.